# Atua
En la mitologia polinèsia els atues són unes entitats equiparables a déus; en certes circumstàncies també poden ser esperits referits d'una forma general.
La paraula atua és comuna a les diverses llengües polinèsies per referir-se, avui, tant als déus politeistes com al Déu monoteista. Algunes variacions són: etua a Mangareva, ʻatua a l'illa de Pasqua i ʻotua a Tonga. S'usa en lemes i himnes nacionals per referir-se al Totpoderós.